# Premio Guadalajara
El Premio Guadalajara es un reconocimiento otorgado en el Festival Internacional de Cine en Guadalajara para una figura iberoamericana que haya tenido impacto en el cine internacional.
La categoría se creó en 2007, año en que se homenajeó a Guillermo del Toro, cineasta oriundo de la ciudad.

## Palmarés
| Año  | Figura Iberoamericana | País      |
| ---- | --------------------- | --------- |
| 2007 | Guillermo del Toro    | México    |
| 2008 | Gustavo Santaolalla   | Argentina |